# BugGuide
A BugGuide (vagy BugGuide.net) egy honlap és a természetrajzzal foglalkozók online közössége, melynek amatőr és profi tagjai is vannak, akik rovarokkal, pókokkal és más, hasonló élőlényekkel kapcsolatos megfigyeléseiket osztják meg. A honlapon van egy útmutató is, és több ezer, az Amerikai Egyesült Államokban és Kanadában ízeltlábúakról feltöltött kép szerepel. Ezeket azonosításra és kutatásra is fel lehet használni. A nem kereskedelmi célú oldalt az Iowa Állami Egyetem Entomógiai Osztálya üzemelteti. A BugGuide ötlete Troy Bartl fényképész fejében fogant meg 2003-ban. 2006 óta John VanDyk, az egyetem egyik adjunktusa gondozza. A honlap egyik legnagyobb érdeme, hogy megváltoztatta a rovarokról kialakult elképzeléseket.
VanDyk szerint 2010-ben a BugGuide-ot több mint 809 millió alkalommal keresték fel, amely nagyjából 26 megtekintést jelent másodpercenként. Szerinte 2011 elején a honlapon 34.000 cikk Észak-Amerika becsült ízeltlábú állományának a 23%-ával foglalkozott. 2012. áprilisban lépte át a feltöltött képek száma a félmilliót. 2014-ben a BugGuide-on 30 774 fajról volt szócikk, az összes oldal száma 48 572 volt, a szerveren pedig 808 718 volt megtalálható, melyet 27 846 résztvevő töltött fel. 2014. szeptember 22-én a BugGuide oldalainak száma elérte az 1 milliót, melyek túlnyomó többsége kép volt.
A feltöltött fényképek több tudományos íráshoz is hozzájárultak, azok meg is jelenhettek. Egy darazsakkal foglalkozó atlasz képeinek nagy része a BugGuide résztvevőinek a munkája. A BugGuide fényképészei új kártevőhangyákat és bogarakat figyeltek meg.
Richard Wilson földrajztudós és lepkegyűjtő ezt mondta az oldalról: „A BugGuide egy mindenkinek nagyon hasznos oldal, ha egy rovart keres, és ha fényképet lehet róla készíteni, nagyon interaktívan meg lehet találni, milyen állatot is ábrázol a felvétel.”
Margaret Roach kertész író szerint „ez egy olyan oldal, ahol a természetrajzzal bármilyen szinten is kapcsolatban lévő ember fényképeket oszt meg bogarakról pókokról és a hozzájuk hasonló állatokról, hogy így gyarapítsa a gyakran lenézett állatokkal kapcsolatos tudásunkat”.
A BugGuide.net saját bevallása szerint 2014 közepéig 11, addig le nem írt fajról itt közöltek először képet. Ezen felül a nyugati félteke 12 új faját az oldalon keresztül azonosították, valamint hét Észak-Amerikába került állat beazonosításában is az oldal segített.

## Külső hivatkozások
- Hivatalos weboldal
- Troy Bartlett Fényképes Blogja